# Premi Oscar 1984
La 56ª edizione della cerimonia di premiazione dei Premi Oscar si è tenuta il 9 aprile 1984 a Los Angeles, al Dorothy Chandler Pavilion, condotta da Johnny Carson.

## Vincitori e candidati
Vengono di seguito indicati in grassetto i vincitori. Dove ricorrente e disponibile, viene indicato il titolo in lingua italiana e quello in lingua originale tra parentesi.

### Miglior film
- Voglia di tenerezza (Terms of Endearment), regia di James L. Brooks
- Tender Mercies - Un tenero ringraziamento (Tender Mercies), regia di Bruce Beresford
- Il grande freddo (The Big Chill), regia di Lawrence Kasdan
- Il servo di scena (The Dresser), regia di Peter Yates
- Uomini veri (The Right Stuff), regia di Philip Kaufman

### Miglior regia
- James L. Brooks - Voglia di tenerezza (Terms of Endearment)
- Peter Yates - Il servo di scena (The Dresser)
- Ingmar Bergman - Fanny e Alexander (Fanny & Alexander)
- Mike Nichols - Silkwood
- Bruce Beresford - Tender Mercies - Un tenero ringraziamento (Tender Mercies)

### Miglior attore protagonista
- Robert Duvall - Tender Mercies - Un tenero ringraziamento (Tender Mercies)
- Michael Caine - Rita, Rita, Rita (Educating Rita)
- Tom Conti - Reuben, Reuben
- Tom Courtenay - Il servo di scena (The Dresser)
- Albert Finney - Il servo di scena (The Dresser)

### Migliore attrice protagonista
- Shirley MacLaine - Voglia di tenerezza (Terms of Endearment)
- Jane Alexander - Testament
- Meryl Streep - Silkwood
- Julie Walters - Rita, Rita, Rita (Educating Rita)
- Debra Winger - Voglia di tenerezza (Terms of Endearment)

### Miglior attore non protagonista
- Jack Nicholson - Voglia di tenerezza (Terms of Endearment)
- Charles Durning - Essere o non essere (To Be or Not to Be)
- John Lithgow - Voglia di tenerezza (Terms of Endearment)
- Sam Shepard - Uomini veri (The Right Stuff)
- Rip Torn - La foresta silenziosa (Cross Creek)

### Migliore attrice non protagonista
- Linda Hunt - Un anno vissuto pericolosamente (The Year of Living Dangerously)
- Cher - Silkwood
- Glenn Close - Il grande freddo (The Big Chill)
- Amy Irving - Yentl
- Alfre Woodard - La foresta silenziosa (Cross Creek)

### Miglior sceneggiatura non originale
- James L. Brooks - Voglia di tenerezza (Terms of Endearment)
- Harold Pinter - Tradimenti (Betrayal)
- Ronald Harwood - Il servo di scena (The Dresser)
- Willy Russell - Rita, Rita, Rita (Educating Rita)
- Julius J. Epstein - Reuben, Reuben

### Miglior sceneggiatura originale
- Horton Foote - Tender Mercies - Un tenero ringraziamento (Tender Mercies)
- Lawrence Kasdan e Barbara Benedek - Il grande freddo (The Big Chill)
- Ingmar Bergman - Fanny e Alexander (Fanny & Alexander)
- Nora Ephron e Alice Arlen - Silkwood
- Lawrence Lasker e Walter F. Parkes - War games - Giochi di guerra (WarGames)

### Miglior film straniero
- Fanny e Alexander (Fanny & Alexander), regia di Ingmar Bergman (Svezia)
- Prestami il rossetto (Coup de foudre), regia di Diane Kurys (Francia)
- La rivolta di Giobbe (Jób lázadása), regia di Imre Gyöngyössy e Barna Kabay (Ungheria)
- Carmen Story (Carmen), regia di Carlos Saura (Spagna)
- Ballando ballando (Le bal), regia di Ettore Scola (Algeria)

### Miglior fotografia
- Sven Nykvist - Fanny e Alexander (Fanny & Alexander)
- Don Peterman - Flashdance
- Caleb Deschanel - Uomini veri (The Right Stuff)
- William A. Fraker - War games - Giochi di guerra (WarGames)
- Gordon Willis - Zelig

### Miglior scenografia
- Anna Asp - Fanny e Alexander (Fanny & Alexander)
- Norman Reynolds, Fred Hole, James Schoppe e Michael Ford - Il ritorno dello Jedi (Return of the Jedi)
- Geoffrey Kirkland, Richard J. Lawrence, W. Stewart Campbell, Peter Romero, Pat Pending e George R. Nelson - Uomini veri (The Right Stuff)
- Polly Platt,  Harold Michelson,  Tom Pedigo e Anthony Mondello - Voglia di tenerezza (Terms of Endearment)
- Roy Walker, Leslie Tomkins e Tessa Davies - Yentl

### Migliori costumi
- Marik Vos - Fanny e Alexander (Fanny & Alexander)
- Joe I. Tompkins - La foresta silenziosa (Cross Creek)
- William Ware Theiss - Il cuore come una ruota (Heart Like a Wheel)
- Anne-Marie Marchand - Il ritorno di Martin Guerre (Le Retour de Martin Guerre)
- Santo Loquasto - Zelig

### Miglior montaggio
- Glenn Farr, Lisa Fruchtman, Stephen A. Rotter, Douglas Stewart e Tom Rolf - Uomini veri (The Right Stuff)
- Frank Morriss e Edward Abroms - Tuono blu (Blue Thunder)
- Bud Smith e Walt Mulconery - Flashdance
- Sam O'Steen - Silkwood
- Richard Marks- Voglia di tenerezza (Terms of Endearment)

### Miglior sonoro
- Mark Berger, Randy Thom, Tom Scott e David MacMillan - Uomini veri (The Right Stuff)
- Alan R. Splet, Todd Boekelheide, Randy Thom e David Parker - Mai gridare al lupo (Never Cry Wolf)
- Ben Burtt, Randy Thom, Gary Summers e Tony Dawe - Il ritorno dello Jedi (Return of the Jedi)
- Donald O. Mitchell, Rick Kline, Kevin O'Connell e Jim Alexander - Voglia di tenerezza (Terms of Endearment)
- Michael J. Kohut, Aaron Rochin, Carlos De Larios e Willie D. Burton - War games - Giochi di guerra (WarGames)

### Miglior montaggio sonoro
- Jay Boekelheide - Uomini veri (The Right Stuff)
- Ben Burtt - Il ritorno dello Jedi (Return of the Jedi)

### Migliore colonna sonora
- Adattamento con canzoni originali
  - Michel Legrand, Alan Bergman e Marilyn Bergman - Yentl
  - Lalo Schifrin - La stangata II (The Sting II)
  - Elmer Bernstein - Una poltrona per due (Trading Places)

- Originale
  - Bill Conti - Uomini veri (The Right Stuff)
  - Leonard Rosenman - La foresta silenziosa (Cross Creek)
  - Michael Gore - Voglia di tenerezza (Terms of Endearment)
  - John Williams - Il ritorno dello Jedi (Return of the Jedi)
  - Jerry Goldsmith - Sotto tiro (Under Fire)

### Miglior canzone
- Flashdance... What a Feeling, musica di Giorgio Moroder e testo di Keith Forsey e Irene Cara - Flashdance
- Maniac, musica e testo di Michael Sembello e Dennis Matkosky - Flashdance
- Over You, musica e testo di Austin Roberts e Bobby Hart - Tender Mercies - Un tenero ringraziamento (Tender Mercies)
- Papa, Can You Hear Me?, musica di Michel Legrand, testo di Alan Bergman e Marilyn Bergman - Yentl
- The Way He Makes Me Feel, musica di Michel Legrand, testo di Alan Bergman e Marilyn Bergman - Yentl

### Miglior documentario
- He Makes Me Feel Like Dancin', regia di Emile Ardolino
- Children of Darkness, regia di Richard Kotuk e Ara Chekmayan
- First Contact, regia di Robin Anderson e Bob Connolly
- The Profession of Arms, regia di Michael Bryans e Tina Viljoen
- Seeing Red, regia di Jim Klein e Julia Reichert

### Miglior cortometraggio
- Boys and Girls, regia di Don McBrearty
- Goodie-Two-Shoes, regia di Ian Emes
- Overnight Sensation, regia di Jon N. Bloom

### Miglior cortometraggio documentario
- Flamenco at 5:15, regia di Cynthia Scott
- In the Nuclear Shadow: What Can the Children Tell Us?, regia di Eric Thiermann e Vivienne Verdon-Roe
- Sewing Woman, regia di Arthur Dong
- Spaces: The Architecture of Paul Rudolph, regia di Robert Eisenhardt
- You Are Free (Ihr zent frei), regia di Dea Brockman e Ilene Landis

### Miglior cortometraggio d'animazione
- Sundae in New York, regia di Jimmy Picker
- Canto di Natale di Topolino (Mickey's Christmas Carol), regia di Burny Mattinson
- Sound of Sunshine - Sound of Rain, regia di Florence Parry Heide

## Premi speciali

### Premio Special Achievement
- Richard Edlund, Dennis Muren, Ken Ralston e Phil Tippett - Il ritorno dello Jedi (Return of the Jedi) - effetti visivi

### Premio alla carriera
- Hal Roach in riconoscimento al suo ineguagliato record di importanti contributi alla forma d'arte del cinema.

### Premio umanitario Jean Hersholt
- Mike J. Frankovich